# Nowy Pompon
Nowy Pompon – polski miesięcznik humorystyczny ukazujący się od 6 września 2004 roku. Wcześniej 6 numerów tego pisma ukazało się w Internecie. Ze względu na dużą popularność, jego wydawcy zdecydowali się na przeniesienie treści na format papierowej gazety. Z uwagi na niski popyt i deficytowy charakter gazeta przestała wychodzić od sierpnia 2005; po dłuższej przerwie wznowiono jej wydawanie, lecz w formie dodatku do tygodnika „Ozon”.
Redakcja dokonała również nagrań radiowych. Dwadzieścia odcinków NP było emitowanych w radiowej „Trójce”.
Cechą specyficzną „Nowego Pompona” jest to, iż mając formę gazetową prezentuje treści będące groteskowym odbiciem tradycyjnych artykułów gazetowych. Styl artykułów przypomina szablonowe informacje podawane w prasie, natomiast sama treść jest absurdalna.
Humor prezentowany przez czasopismo zbliżony jest do humoru brytyjskiej grupy Monty Python.
Redaktorem naczelnym Nowego Pompona jest Krzysztof Janicki, znany satyryk krakowskiej Piwnicy pod Baranami. Stały skład redakcji tworzą także Krzysztof Niedźwiedzki oraz Marek Grabie. Z miesięcznikiem współpracował również m.in. Krzysztof Szubzda i Tadeusz Płatek.
We wrześniu 2005 roku z powodu trudności finansowych zawieszono wydawanie miesięcznika. W styczniu 2008 wydano zbiór 12 numerów z lat 2004-2005.
Obecnie wydawnictwo jest dostępne w Internecie. Od października 2007 „Nowy Pompon” ukazywał się też regularnie jako sekcja miesięcznika „Kraków”.
W lutym 2019 roku została wydana książka „Nowy Pompon - wydanie specjalne”. 

## Względnie stałe pozycje
- Komercyjny Urząd Patentowy – przegląd absurdalnych wynalazków
- Savoir-vivre
- Codzienne dni (telenowela w odcinkach)